# Niangon

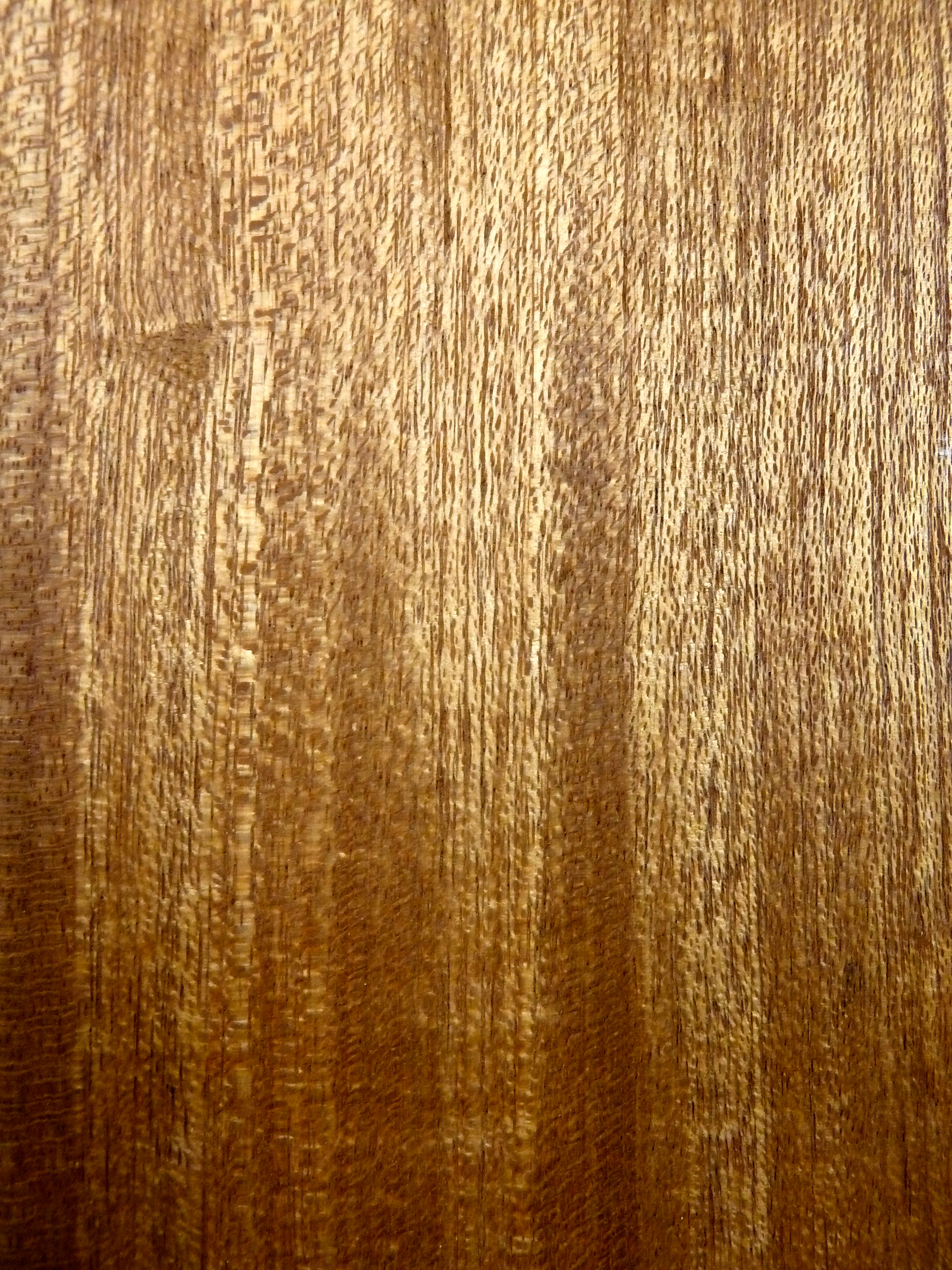
Niangon (Heritiera utilis)

Niangon ist die Bezeichnung für ein afrikanisches Handelsholz, das eine rötlich-braune bis violett-braune Färbung aufweist. Es zeichnet sich durch eine gute Bearbeitbarkeit aus und findet hauptsächlich im Außenbau Verwendung. Zudem kann es als Vollholz andere Hölzer ersetzten.
Unter dem Namen Niangon werden die nicht klar zu unterscheidenden Hölzer der beiden eng verwandten Baumarten Heritiera utilis und Heritiera densiflora geführt. Diese gehören zur Gattung Heritiera aus der Unterfamilie Sterkuliengewächse (Sterculioideae) innerhalb der Pflanzenfamilie der Malvengewächse (Malvaceae).

## Herkunft
Niangon stammt aus Afrika. Die größte Menge kommt von Heritiera utilis aus dem tropischen Afrika, hauptsächlich aus Ghana, Liberia, Sierra Leone, der Zentralafrikanischen Republik und der Elfenbeinküste. Heritiera densiflora kommt zum größten Teil aus Gabun.

## Handelsformen
Das Kurzzeichen nach DIN EN 13556 für Niangon lautet HEXN. Weitere Handelsnamen sind Nyankom oder Wishmore. Teilweise wird nur das Holz von Heritiera utilis als Niangon benannt, während das Holz von Heritiera densiflora in einigen Gegenden, z. B. in Gabun, als Ogoué bezeichnet wird.
Gehandelt wird Niangon als Rundholz, meist in Durchmessern zwischen 0,6 und 0,8 Meter und Längen zwischen 4 und 8 Meter. Als Schnittholz werden Formate für „Fensterkanteln“ bevorzugt. Es ist aber auch in allen gängigen Abmessungen im Handel vorhanden.

## Beschreibung
Niangon kann in verschiedenen Farben auftreten. Der Splint ist grundsätzlich grau und meist um die 5 Zentimeter breit. Das Kernholz ist vom Splint oft scharf abgetrennt. Es weist eine rötlich-braune bis violett-braune Färbung auf und ist matt glänzend. Ist es angetrocknet wirkt es rosafarben. Es ähnelt vom Aussehen dem Sipo (Entandrophragma utile) oder Dark Red Meranti. Die Poren des Holzes sind zertreutporig, nicht zahlreich vorhanden, jedoch mit groben Poren und ab und zu mit dunklen Inhalten. Sie sind auf tangentialer Längsebene als stark gekrümmte Rillen erkennbar. Die Holzstrahlen zeichnen sich als 1 bis 2 Millimeter hohe dunkle, gleichmäßige Strichelung ab. Ansonsten prägen sie das Holzbild als breite, dunkel-rotbraune Spiegel. Speicherzellen sind mit bloßem Auge nicht wahrzunehmen. Der Faserverlauf des Holzes weist einen unregelmäßigen Wechseldrehwuchs auf. Ist das Holz trocken hat es eine auffällige fettige Oberfläche und einen leicht ranzigem Geruch und ähnelt somit der Linde.

## Eigenschaften

### Physikalische Eigenschaften
Quellen:
| Bezugswert                                | Werte | Einheit |
| ----------------------------------------- | ----- | ------- |
| Dichte angetrocknet (Rundholz)            | 0,91  | g/cm³   |
| Dichte luftrocken (Schnittholz)           | 0,69  | g/cm³   |
| Dichte darrtrocken (0 % Holzfeuchtigkeit) | 0,64  | g/cm³   |
| Druckfestigkeit (lufttrocken)             | 55    | N/mm²   |
| Biegefestigkeit (lufttrocken)             | 105   | N/mm²   |

### Widerstandsfähigkeit
Gegenüber dem Befall mit holzabbauenden Pilzen hat das Holz eine mittlere Widerstandsfähigkeit. Die natürliche Dauerhaftigkeit wird in der EN 350-2 mit Klasse 3 angegeben. Daher ist es mäßig gut für Außenanwendungen geeignet.

## Bearbeitung
Das Holz von Niangon ähnelt mit seiner mäßigen Dichte und auf Grund seiner Festigkeit dem Schnittholz der einheimischen Eiche. Allerdings besitzt es etwas höhere Werte als das Holz der Sipo-Mahagonie. Niangon ist sehr gut zu sägen, egal ob es frisch oder getrocknet ist. Es ist allerdings zu beachten, dass eine Zahnform mit großem Freiraum verwendet wird. So wird ein Verstopfen und Brennen vermieden.
Beim Hobeln besteht lediglich eine Neigung zum Ausreißen wenn eine starke „Faserabweichung“ vorhanden ist. Ansonsten ist die Hobelfläche meist glatt und scharfkantig. Nach dem Schleifen ist es wichtig die Oberfläche zu entstauben. Durch den Fettgehalt des Holzes kann es sonst zum Verkleben kommen.
Soll ein Nagel oder eine Schraube in das Holz geführt werden, ist eine Vorbohrung ratsam. Dies verhindert das Aufplatzen des Holzes. Außerdem können bei feuchtem Holz durch Eisenmetalle schwarz-graue sowie durch Messing und Kupfer leicht graue Verfärbungen auftreten.
Niangon ist gut zu Verleimen. Nur bei stark fettigen Stellen kann es zu Problemen kommen.

### Trocknung
Bei der Trocknung gibt es keine besonderen Vorkehrungen zu treffen. Es funktioniert im Freien und in einer Trockenkammer. Bereits innerhalb von 3 Monaten können 34 mm starke und 15 bis 40 cm breite Hölzer bei der Freilufttrocknung eine Lufttrockenheit (15 %) erreichen.
In der Trockenkammer ist die Gefahr eines Reißens oder Verziehens größer. Um ein gutes Stehvermögen im Außenbau zu gewährleisten, ist eine Trocknung auf 14 bis 12 % vonnöten. Im Innenausbau müssen es sogar 8 % sein.

## Oberflächenbehandlung
Niangon lässt sich sehr gut behandeln, obwohl es eine fettige Beschaffenheit hat. Wird es mit Farben und Lacken auf Leinölbasis bestrichen, verliert es allerdings diesen Charakter. Besonders geeignet für Niangon sind Lasuranstriche, die zunehmend für den Außenbau verwendet werden. Sofern die erforderlichen Trockengrade des Holzes eingehalten werden, können auch Alkyd-, DD-, Glyptal-, Nitro- und Polyester-Präparate verwendet werden.
Grundsätzlich sollte die Oberfläche von Niangon behandelt werden. Im Innenbereich kann es sonst bei direktem Kontakt mit der fettigen Oberfläche zu Verschmierungen kommen. Außerdem ergraut das Holz sehr schnell, insbesondere im Außenbereich, dem mit einer Oberflächenbehandlung entgegengewirkt werden kann.

## Verwendungsbereich
Der größte Markt für Niangon in Europa liegt in Frankreich. Hier wird es hauptsächlich für den Außenbereich verwendet. Als Rahmenholz im Fensterbau, für Fassadenelement, Türen, Tore, Profilbretter für Wandverkleidungen, für Dachunterschläge und im Holzhausbau findet es primär Anwendung. Niangon wird auch zu Parkett oder Treppenstufen verarbeitet. Für Leisten und Stäbe ist das Holz allerdings nur bedingt geeignet. Auf Grund der kleinen Querschnitte und des unregelmäßigen Wechseldrehwuchses, neigt das Holz, insbesondere bei Änderung des Trockengrades, zu starkem Verziehen.
Niangon kann als Vollholz als Ersatz für die Hölzer, „Rotes Lauan“ (Shorea spp.), Seraya, Meranti und Sipo verwendet werden.